# Gueréza červená
Gueréza červená (Piliocolobus badius, syn. Procolobus badius) je malý a výrazně zbarvený zástupce čeledi kočkodanovitých (Cercopithecidae) obývající tropické deštné lesy v Kamerunu, Kongu, na Pobřeží slonoviny, v Gambii, Ghaně, Guineji, Libérii, Nigérii, Senegalu a Sierra Leone.[zdroj?]
Délka těla se pohybuje mezi 45 – 67 cm, hmotnost obvykle nepřesáhne 11,3 kg a ocas je dlouhý 50 - 85 cm. Díky jejímu nápadnému zbarvení ji spolehlivě rozeznáme od ostatních druhů gueréz. Hřbet, boky a ocas je šedý, část končetin a hrdlo je výrazně oranžovočervené a břicho bílé. Stejně jako ostatní guerézy má sedací mozoly, které ji dovolují sedět i na tenkých větví delší časové období a silné zadní končetiny, přizpůsobené k mohutným skokům z jednoho stromu na druhý. Naopak ji chybí lícní torby, chápavý ocas a palec, který je u gueréz téměř zcela zakrnělý.
Gueréza červená je denní primát, pohybující se většinou v korunách stromů. Žije ve skupinách tvořených 4 až 20 dospělými jedinci a mláďaty. Mladí samci tvoří zhruba 8členné mládenecké skupiny. Živí se bobulemi, listy, květy, různými plody a zelenými částmi rostlin. Sama se velice často stává potravou šimpanzů učenlivých (Pan troglodytes). V roce 1994 infikovala velké množství šimpanzů velice nebezpečným virem Ebola, který způsobil častá úmrtí nebo doživotní následky. Je to zvláště hlučné zvíře, které se dorozumívá širokou škálou pronikavých pokřiků a posunků.
Je ohrožována především lovem a masivní ztrátou přirozeného biomu. V Červeném seznamu IUCN ji nalezneme v kategorii ohrožených druhů.

## Poddruhy
U guerézy červené rozeznáváme celkem 8 poddruhů:
- Procolobus badius parmentieri
- Procolobus badius ellioti
- Procolobus badius waldronae
- Procolobus badius langi
- Procolobus badius badius
- Procolobus badius temminckii
- Procolobus badius lulindicus
- Procolobus badius foai

Nejohroženějším poddruhem je P. b. waldronae, který je v přírodě kriticky ohrožený nebo dokonce zcela vyhubený a vyskytuje se zřejmě jen na malém území Pobřeží slonoviny.